# Engstingen
Engstingen és un municipi del sud d'Alemanya que compta amb quatre pobles o nuclis de població (Großengstingen, Kleinengstingen, Haid i Kohlstetten) i que pertany a la comarca de Reutlingen, a la regió de Tübingen i al land de Baden-Württemberg. Té 5.147 habitants (31 des. 2011) i rau ubicat al nord de la serralada del Jura (anomenat allí Alb de Suàbia i declarat reserva de la biosfera), entre 680 i 750 m d'altitud, a uns 15 km al sud de la ciutat de Reutlingen. A prop d'Engstingen hi ha el castell romàntic de Lichtenstein. Großengstingen compta amb un museu de l'automòbil i l'església catòlica de St. Martin, mentre que Kleinengstingen té una església protestant, St. Blasi.